# Zjawisko periodyczne
Zjawisko periodyczne (inaczej proces periodyczny) – zjawisko powtarzające się zawsze co pewien czas, np. pora dnia, pora roku. Każdy proces periodyczny możemy opisać matematycznie przy pomocy funkcji okresowej. Funkcją okresową z okresem T nazywamy f(t), dla dowolnego argumentu t spełnia ona warunek: f(t+T)=f(t).
Ciało porusza się ruchem periodycznym (okresowym), jeśli wielkości fizyczne charakteryzujące ten ruch (tzn. wektor położenia, prędkości i przyspieszenia ciała) powtarzają się w stałych odstępach czasu równych całkowitej wielokrotności okresu ruchu.

## Przykładowe zjawiska periodyczne
- w fizyce, astronomii: ruch periodyczny (np. drgania harmoniczne, ruch galaktyk),
- w chemii: reakcje oscylacyjne (np. Reakcja Biełousowa-Żabotyńskiego),
- w biologii: rytmy biologiczne (np. zegar biologiczny, cykl miesiączkowy właściwie w tym przypadku należy mówić o zjawisku kwaziperiodycznym),
- w geologii: zjawiska związane z opadami (np. rzeki okresowe, osuwiska).

### Zjawiska inne niż periodyczne
Zjawiska „prawie periodyczne” nazywamy quasi-periodycznymi, zaś zjawiska nieperiodyczne (nieokresowe) – zjawiskami aperiodycznymi. Potocznie zjawiskami periodycznymi mogą być nazywane uroczystości cykliczne (urodziny, Święta, rocznice).